# Josefa Ortiz de Domínguez
Josefa Ortiz y Téllez-Girón, coneguda com pel seu nom de casada, Josefa Ortiz de Domínguez, o pel càrrec que ocupava el seu espòs, La Corregidora (Ciutat de Mèxic, 1773 - 1829), fou una criolla insurgent al Mèxic de principis del segle xix. En el cercle literari que es feia a casa seva es va forjar la revolta que donaria pas a la Guerra d'Independència de Mèxic. Popularment és acceptada com la mare de la pàtria.
Filla de Juan José Ortiz, capità de l'exèrcit espanyol, i de Manuela Téllez-Girón, descendent d'una família de l'alta noblesa castellana, en quedar sense pares de petita, ingressà al prestigiós Col·legi de les Biscaïnes, ubicat a Ciutat de Mèxic, on conegué el seu futur marit, Miguel Domínguez y Alemán.
Ortiz de Domínguez fou una dona conscient del moment que vivia el Virregnat de la Nova Espanya. Els criolls, grup social al qual pertanyia, s'havia consolidat tant des del punt de vista social com econòmic al llarg del segle XVIII; però seguia sent considerat com un grup de segona pels anomenats gachupines, espanyols de naixement, que seguien ocupant els principals càrrecs de l'administració virregnal. Aquesta diferència de tracte és en part l'origen dels moviments autonomistes primer, i independentistes després, que inundaren el país arran de l'ocupació napoleònica de la península Ibèrica.
A Querétaro, el principal focus que propagava les idees independentistes se situava a casa dels corregidors de la ciutat, el matrimoni Domínguez hostatjaven a casa seva un cercle literari integrat per ells mateixos, els capitans Ignacio Allende i Mariano Abasolo, els germans Juan Aldama i Ignacio Aldama, els comerciants Epigmenio González i Emeterio González i un nombrós grup d'advocats. El cercle literari estava en contacte amb el rector de la parròquia de Dolores, Miguel Hidalgo y Costilla.
El grup de Querétaro havia previst provocar una insurrecció armada el dia 1 d'octubre, però una delació provocà que s'avancés al dia 16 de setembre, quan el capellà Hidalgo proclamà el Grito de Dolores que donarà inici a la Guerra d'Independència de Mèxic. Gràcies a les habilitats d'Ortiz de Domínguez, l'alcalde de Querétaro pogué avisar Hidalgo que la conspiració havia estat descoberta.
Ortiz de Domínguez fou feta presonera i passà tres anys tancada en diferents convents sense que ningú aconseguís que delatés qui estava implicat en la Conspiració de Querétaro. És considerada un personatge essencial en els dies previs a l'inici de la guerra. Morí a Ciutat de Mèxic el dia 2 de març de 1829 a causa d'una pleuresia. Les seves despulles descansen al panteó de Queretans il·lustres i és considerada la mare de la pàtria.